# Bordes de Buiro
Les Bordes de Buiro és una masia del terme municipal d'Alins, al sud de l'antic terme municipal d'Ainet de Besan.
Està situada al Pla de Buiro, al vessant nord de la Serra de Màniga.